# شبح دوزخ
شبح دوزخ (به انگلیسی: Phantom of Inferno) یک بازی ویدئویی که بر اساس یک رمان بصری توسط شرکت نیتروپلاس تولید و شرکت بین‌المللی هیرامکی آن را توزیع کرده‌است. این بازی در سال ۲۰۰۰ در ژاپن منتشر گردید و بعد از آن در سال ۲۰۰۳ به صورت بازی انیمه‌ای برای کنسول پلی‌استیشن ۲ در آمریکا انتشار یافت. شبح دوزخ در اکتبر ۲۰۱۲ برای کنسول ایکس‌باکس ۳۶۰ نیز منتشر شده‌است.
نیتروپلاس و کادوکاوا شوتن داستان این بازی را تبدیل به یک مجموعه تلویزیونی انیمه ۲۶ قسمتی با نام شبح ~مرثیه برای یک شبح~ (به انگلیسی: Phantom~ Requiem for the Phantom) به کارگردانی کوایچی ماشیمو کردند. این سری از ۲ آوریل ۲۰۰۹ در شبکه تی‌وی توکیو شروع شد و ۲۴ سپتامبر ۲۰۰۹ خاتمه یافت.

## داستان
یک پسر جوان به‌طور ناگهانی در یک انبار بهوش می‌آید، او هیچ حافظه‌ای از گذشته خود ندارد. وقتی از اتاق خود بیرون می‌رود، دختری که بر روی صورتش ماسکی گذاشته است به او می‌گوید: اگر می‌خواهی زنده بمانی، با تمام وجود به سمت من بیا... و به او حمله می‌کند. بعد از مبارزه برای جان خود، او موفق می‌شود بر آن دختر غلبه کند. او متوجه می‌شود که مجبور است برای حیات خود تمرین کند تا به یک آدمکش برای سازمانی خلافکار به نام اینفرنو تبدیل شود. همچنین برای او اسمی جدید به نام زووای (به زبان آلمانی به معنی ۲) داده می‌شود. زووای به مدت سه ماه توسط آن دختر تمریناتی برای آدمکش شدن می‌بیند تا اینکه به آخرین امتحان خود یعنی کشتن یک انسان می‌رسد.

## شخصیت‌ها
- زووای (آزوما ریجی) (به انگلیسی: Reiji Azuma) شخصیت اصلی داستان یک پسر ۲۰ ساله، زووای یک توریست معمولی از ژاپن بود که به‌طور اتفاقی شاهد کشته شدن فردی توسط آدمکش سازمان اینفرنو شد و او نیز تحت تعقیب قرار گرفت و بالاخره ربوده شد. اما سرسختی و غریزه او برای زنده ماندن باعث شد تا سازمان استعداد او را برای تبدیل شدن به یک قاتل دریابد. حافظه او به‌طور کامل پاک شد و به عنوان دومین شبح برای سازمان شروع به کار کرد.[۶]
- آین (الن) (به انگلیسی: Ein یا Eren) یک قاتل حرفه‌ای سازمان اینفرنو که به او لقب شبح را دادند. او اولین تست آزمایشی سایسو مستر بود که تبدیل به یک قاتل شود. او نیز همانند زووای از گذشته خود خبر نداشت و بسیار سرد و بی‌روح است. او به زووای مبارزه کردن و زنده ماندن در شرایط سخت را آموزش داد.
- کلودیا مک کنن (به انگلیسی: Claudia McCunnen) یکی از مدیران سازمان اینفرنو، زنی زیبا و باهوش که به سرعت توانست دل زووای را بدست آورد و با او دوست شود.
- لیزی گارلند (به انگلیسی: Lizzie Garland) یکی از دوستان دوران کودکی کلودیا که هم‌اکنون به عنوان محافظ او در سازمان مشغول به کار است.
- سایسو مستر (به انگلیسی: Scythe Master) یک دانشمند سادیسمی که خالق آین، زووای و دورای است.
- آیزاک وایزمل (به انگلیسی: Isaac Wisemel) یکی دیگر از مدیران سازمان اینفرنو. او بسیار بی‌رحم بود و در لس آنجلس، رهبر گروهی خلافکار به نام بلادیز بود. او در انتها به دست کلودیا کشته شد.
- دورای (کل دیونس) (به انگلیسی: Cal Devens) یک دختر جوان که بعد از کشته شدن سرپرستش توسط زووای نگهداری می‌شد. او سعی کرد زووای را برای انتقام گرفتن خود با پول‌هایی که ندانسته از سازمان اینفرنو دزدیده بود، استخدام کند.[۷]